# کبرا (فیلم ۲۰۲۲)

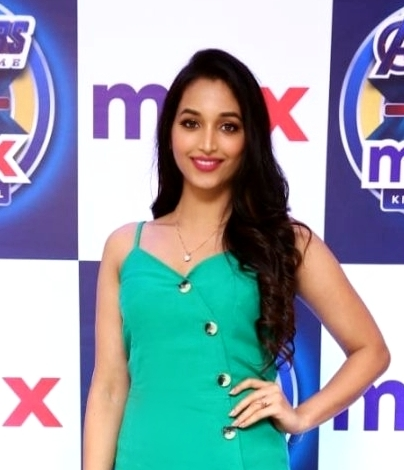
سریندی شتی، از ستارگان این فیلم

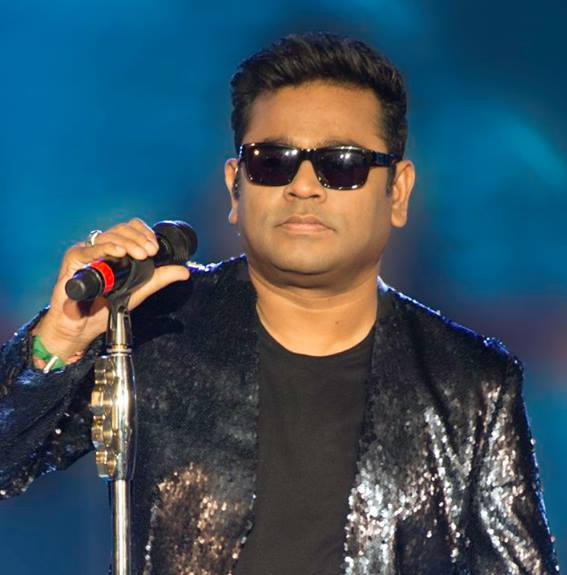
ای. آر. رحمان موسیقی متن و موسیقی این فیم را ساخته است.

کبرا (به انگلیسی: Cobra)، یک فیلم اکشن روان‌شناختی به زبان تامیل هندی است. در این فیلم، یک افسر اینترپل مأموریت می‌یابد تا یک قاتل مرموز به نام کبرا را دستگیر کند که با استفاده از مهارت‌های ریاضی افراد را ترور می‌کند. بازیگران معروفی همچون ویکرام و سریندی شتی در این فیلم هنرنمایی کرده اند.
فیلمبرداری این پروژه در اکتبر ۲۰۱۹ آغاز شد ولی در پی همه‌گیری ویروس کرونا، تولید و اکران آن به تاخیر افتاد.

## فروش در گیشه
در روز اول اکران فیلم، بیش از ۱۲ کرور در تامیل نادو و ۱.۲۵ کرور در کرالا جمع آوری شد. سه روز پس از اکران، این فیلم مجموعه ۲۱ تا ۲۶.۳ کرور در سراسر جهان به فروش رفت.